# نظرية التحصين
تطورت نظرية التحصين على يد اختصاصي علم النفس الاجتماعي ويليام ج. ماجواير عام 1961 لتقديم مزيد من التفسير لكيفية تغيير الاتجاهات والاعتقادات والأهم من ذلك كيفية الحفاظ على ثبات الاتجاهات والاعتقادات في مواجهة محاولات الإقناع. ولا تزال دراسة نظرية التحصين مستمرة حتى يومنا هذا من قبِل الباحثين في مجالات الاتصال وعلم النفس الاجتماعي وعلم الاجتماع، كما تم تقييم النظرية في سياقات متنوعة منها السياسة (فاو وآخرون، 1990) والحملات الصحية (فاو وفان بوكيرن، 1994) والتسويق (كومبتون وفاو، 2004) وغيرها من المجالات.

## التشبيه الطبي
إن التشبيه الطبي للتلقيح هو أفضل توضيح لمفهوم التحصين، كما أن هذا التشبيه في الحقيقة مثال افتتاحي لكيفية إحداث المقاومة من خلال التحصين. فكما شرح ماجواير في بداية الأمر (1961أ)، تتمثل آلية عمل التلقيح الطبي في تعريض الجسم لفيروسات ضعيفة - بحيث تكفي لدفع الجسم إلى الاستجابة (مثل إنتاج الأجسام المضادة) وفي نفس الوقت لا تكون قوية بدرجة تفوق مقاومة الجسم لها. ويعمل التحصين السلوكي بنفس الطريقة: من خلال تعريض شخص ما لحجج مضادة ضعيفة لبدء عملية إقامة الحجج المضادة والتي تعطي في النهاية مقاومة لرسائل الإقناع الأقوى التي تواجه الشخص فيما بعد.

## الأصول
كانت فكرة التحصين مستقاة من بحث سابق تناول دراسة الرسائل التي تحمل وجهًا واحدًا والرسائل التي تحمل وجهين، والنوع الأول هو رسائل داعمة لتقوية الاتجاهات القائمة لكن دون ذكر المواقف المضادة، في حين تعرض الرسائل التي تحمل وجهين كلاً من الحجج المضادة وتفنيداتها (لومسداين وجانيس، 1953)
كانت آثار الحرب الكورية أحد أهم المحفزات التي دفعت ماجواير لوضع هذه النظرية؛ حيث اختار تسعة من أسرى الحرب الأمريكيين - عند منحهم الفرصة - البقاء مع معتقليهم السابقين، فافترض الكثيرون تعرض الجنود لغسل الدماغ، لذا تحول ماجواير وغيره من علماء الاجتماع إلى دراسة طرق تحول المقاومة إلى الإقناع. ومثّل هذا تغيرًا في مجال البحث القائم في موضوع الإقناع والذي كان محصورًا في كيفية جعل الرسائل أكثر إقناعًا وليس العكس (جاس وسيتر، 2003).

## التطور
قاد ماجواير سلسلة من التجارب لتقييم فعالية التحصين والتي أضافت فارقًا دقيقًا لفهمنا لآلية عمله (للاطلاع على نظرة عامة عنه، انظر كومبتون وفاو، 2005). حصرت الدراسات المبكرة (مثل ماجواير وبابجريجوس، 1961) عملية اختبار نظرية التحصين على الحقائق البديهية الثقافية أو الاعتقادات المسلم بها دون تفكير (مثل مراعاة غسيل الأسنان بالفرشاة يوميًا). في حين امتد التطور اللاحق الذي حدث لنظرية التحصين الموسعة إلى مواضيع أكثر جدالية وإثارة للخلاف في مجالات السياسة والصحة والتسويق وغيرها، كما تم تطبيق النظرية في مجال التعليم للمساعدة في الحيلولة دون إدمان المواد المخدرة.

## شرح النظرية
تذكر نظرية التحصين ضرورة تقوية الاتجاهات أو الاعتقادات أو الآراء القائمة أصلاً لمنع حدوث الإقناع، ويجب أولاً تحذير المتلقي من تعرضه لهجوم وشيك، فيشعره هذا بالتهديد ( أو إدراك تعرضه للهجوم) مما يعطي بداية للدفاع ضد الهجمات المقبلة. لذا تكمن الفكرة في أنه عند تقديم حجة ضعيفة في رسالة التحصين، ستعمل عملية التفنيد على إعداد المتلقي لرسالة إقناع أقوى تقدم له فيما بعد، ومن الأهمية بمكان أن يكون الهجوم قويًا بدرحة تبقي المتلقي في وضع دفاعي ولكنها ضعيفة أيضًا بحيث لا تغير فعليًا الأفكار القائمة أصلاً، ويجعل هذا المتلقي في وضع دفاعي فعال كما يسمح له بإقامة الحجج التي تصب في صالح أفكاره التي يعتنقها، فكلما زادت فعالية المتلقي في الدفاع، زادت تقوية الاتجاهات أو الاعتقادات أو الآراء التي يؤمن بها (ماجواير، 1964).

### العناصر الأساسية
لتحقيق النجاح في التحصين، هناك عنصران أساسيان؛ أولهما الشعور بالتهديد حيث يوفر دافعًا لحماية الاتجاهات أو الاعتقادات التي يعتنقها الشخص (فاو، 1997أ)، وثانيهما استباق التفنيد. يمثل استباق التفنيد الجزء المعرفي من العملية؛ فهو عبارة عن القدرة على تنشيط إقامة الحجج لدى المرء للدفاع في المستقبل وتقوية الاتجاهات القائمة وذلك من خلال إقامة الحجج المضادة. (فاو، 1997)

### التفنيد المتماثل والتفنيد المختلف
في حين تم إجراء الكثير من الدراسات لمقارنة الطرق المختلفة لمعالجة التحصين، ثمة مقارنة محددة ذكرتها مختلف الدراسات، وهي المقارنة بين ما يُعرف برسائل التفنيد المتماثلة ورسائل التفنيد المختلفة. وتمثل رسالة التفنيد المتماثلة أسلوب معالجة للتحصين يتم فيه تفنيد الحجج المضادة المحتملة التي تظهر في رسالة الإقناع التالية في حين تمثل رسائل التفنيد المختلفة تفنيدات لا تماثل تلك الواردة في رسالة الإقناع الوشيكة (فاو وآخرون، 1990). أجرى فاو وزملاؤه (1990) دراسة أثناء انتخابات الرئاسة الأمريكية 1988 والتي ادعى فيها الجمهوريون أن المرشح الديموقراطي مشهور عنه الرفق عند الحديث عن مسألة الجرائم، فطور الباحثون رسالة تفنيد متماثلة تفيد بأنه على الرغم من تأييد المرشح الجمهوري للعقوبات المشددة، فإن العقوبات المشددة وحدها لن تحد من انتشار الجريمة، كما توسعت رسائل التفنيد المختلفة حول البرنامج السياسي للمرشحين والأهداف الآنية التي ينوي كل منهما تحقيقها في حال انتخابه. كذلك، عرضت الدراسة مقارنة بين نتائج طريقتي المعالجة، وكما أوضح ماجواير وغيره سابقًا، كان التحصين قادرًا على منح المقاومة ضد الحجج التي لم تُذكر تحديدًا في رسالة التحصين.

## الأبحاث ذات الصلة

### تصميم الحملات السياسية
أجرى فاو وبعض زملائه دراسة - سبق ذكرها - لفحص التحصين باستخدام البريد المباشر أثناء الحملة الرئاسية عام 1988، واهتم الباحثون على وجه الخصوص بمقارنة التحصين والتفنيد اللاحق. ويُذكر أن التفنيد اللاحق عبارة عن شكل آخر من أشكال بناء المقاومة ضد الححج، ليس عن طريق بناء المقاومة قبل تقديم الحجج المقبلة - كما في التحصين - بل عن طريق السعي وراء استعادة الاعتقادات والاتجاهات الأصلية بعد إقامة الحجج المضادة. وعززت نتائج البحث الاستنتاجات السابقة بأن معالجة التفنيد المتماثل أو المختلف تزيد من المقاومة ضذ الهجمات، كما أوضحت أيضًا ما هو أهم من ذلك ألا وهو تفوق التحصين على التفنيد اللاحق عند محاولة حماية الاعتقادات والاتجاهات الأصلية. (Pfau et al., 1990)

### التدخين والأطفال الصغار
أجرى فاو وزملاؤه دراسة أخرى (1992) تناولت دور التحصين عند محاولة منع المراهقين من التدخين، وكانت من بين أهداف الدراسة الأساسية معرفة طول أمد التحصين وثبوته. واستعانوا بمجموعة من طلاب مدرسة ابتدائية في داكوتا الجنوبية وعرضوا على الطلاب فيديو يحصنهم ضد الضغوط المقبلة للإقدام على التدخين، وأوضحت السنة الأولى بلوغ المقاومة ذروتها لدى الطلاب ممن يتدنى لديهم الشعور بتقدير الذات (فاو وآخرون، 1992). وفي نهاية السنة الثانية، بينت النتائج ترسخ المقاومة ضد التدخين لدى جميع الطلاب في المجموعة بشكل أكبر مما كانوا عليه في السابق (فاو وفان بوكيرن، 1994)، كما أوضحت الدراسة ومتابعتها تأثيرًا طويل الأجل لمعالجات التحصين.

### التسويق
وسع كومبتون وفاو (2004) نطاق نظرية التحصين لتمتد إلى عالم التسويق لبطاقات الائتمان مستهدفين طلاب الجامعة، وكان السؤال الذي يشغلهم هل يمكن للتحصين المساعدة في حماية طلاب الجامعة من مخاطر ديون بطاقات الائتمان و/أو المساعدة في إقناعهم لبذل مزيد من الجهد لسداد أية ديون قائمة أم لا. وجاءت النتائج مشجعة إذ بدا أن التحصين قد حمى اتجاهات الطلاب الإيجابية بشأن الديون كما حمى البعض من نواياهم للإقدام على تنفيذ هذا السلوك، إلى جانب هذا، وجد كومبتون وفاو بعض الأدلة بأن الطلاب الذين تم تحصينهم كانوا أكثر من غيرهم حديثًا إلى الأصدقاء والأسر عن مشاكل ديون بطاقات الائتمان.

## ملخص
التحصين هو نظرية تم تطويرها لتقويم الاتجاهات والاعتقادات التي يعتنقها المرء وبناء مقاومة ضد الحجج المضادة التي يقابلها في المستقبل، ولنجاح التحصين، يجب تعريض الأفكار القائمة للتهديد (دافع للمقاومة) وبعد ذلك يحدث استباق التفنيد (القدرة على البناء المعرفي للدفاعات في مواجهة الحجج المضادة المحتملة)، ويجب أن تكون الحجة المقدمة أثناء التحصين قوية بدرجة تسمح بإطلاق الدافع للحفاظ على الاتجاهات والاعتقادات القائمة وفي الوقت نفسه ضعيفة بحيث لا يفند المتلقي الحجة المضادة. وقد أثبت التحصين نجاحًا خلال التجارب والأبحاث المختلفة، ويسعى هذا المقال إلى إبراز جميع النقاط الأساسية للنظرية إلا أن هناك قدرًا كبيرًا من الأبحاث النوعية التي أجريت على هذه النظرية لم يذكر، وبالرغم من خضوع النظرية للعديد من الاختبارات التي أجرتها الدراسات، فمازالت هناك حاجة إلى تحسينها ووضع فرضيات جديدة.